# Masque Azoku

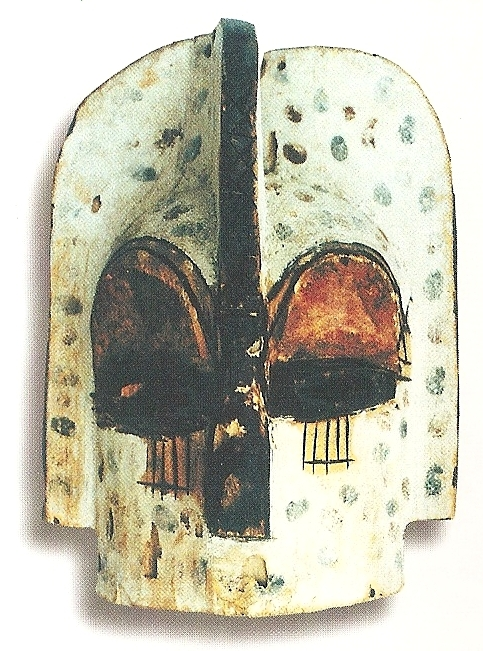
Masque Azoku

Le masque Azoku est un masque traditionnel gabonais.

## Origine
Masque de l'ethnie Bekwil (appelée aussi Bakwele).

## Description
C'est un masque sous forme de heaume à deux faces. Il mesure 34 cm de diamètre et 50 cm de hauteur.
Fabriqué en bois tendre, il est peint de noir et de rouge sur un fond blanc et orné de plumes d'oiseau.

## Utilisation
L'Azoku est un masque utilisé de jour, dans les villages, pour détecter les sorciers, pour les cérémonies accompagnant la circoncision et sans doute, aussi, dans la société masculine de régulation sociale "Mungala".